# 15350 Naganuma
15350 Naganuma è un asteroide della fascia principale. Scoperto nel 1994, presenta un'orbita caratterizzata da un semiasse maggiore pari a 2,3792395 UA e da un'eccentricità di 0,2766516, inclinata di 4,62504° rispetto all'eclittica.